# كريستين أوتو
كريستين أوتو (Kristin Otto) هي لاعبة أولمبية لرياضة السباحة من ألمانيا الشرقية. شاركت في الأولمبياد الصيفي في 1988، وفازت بما مجموعه 6 ميداليات.

## الميداليات
| ذهب | فضة | برونز | المجموع |
| 6   | 0   | 0     | 6       |

## روابط خارجية
- كريستين أوتو على موقع IMDb (الإنجليزية)
- كريستين أوتو على موقع الموسوعة البريطانية (الإنجليزية)
- كريستين أوتو على موقع الاتحاد الدولي للسباحة (الإنجليزية)
- كريستين أوتو على موقع قاعة مشاهير السباحة العالمية (الإنجليزية)
- كريستين أوتو على موقع اللجنة الأولمبية الدولية (الإنجليزية)
- كريستين أوتو على موقع أوليمبيديا (الإنجليزية)